# Sambolec
Sambolec je priimek več znanih Slovencev:
- Boris Sambolec (*1980), nogometaš
- Duba (Dubravka Ana) Sambolec (*1949), kiparka
- Tao G. Vrhovec Sambolec (*1972), glasbenik in slikar